# Terssac
Terssac (okzitanisch Terçac) ist eine französische Gemeinde im Département Tarn in der Region Okzitanien mit 1.200 Einwohnern (Stand: 1. Januar 2022). Terssac gehört zum Arrondissement Albi und zum Kanton Albi-3.

## Geografie
Terssac liegt unmittelbar westlich von Albi am Fluss Tarn. Umgeben wird Terssac von Castelnau-de-Lévis im Norden, Albi im Osten und Süden sowie Marssac-sur-Tarn im Westen.
Durch die Gemeinde führt die Autoroute A68.

## Bevölkerungsentwicklung
| 1962 | 1968 | 1975 | 1982 | 1990 | 1999 | 2006 | 2011 | 2018 |
| ---- | ---- | ---- | ---- | ---- | ---- | ---- | ---- | ---- |
| 320  | 419  | 515  | 820  | 822  | 911  | 1013 | 1032 | 1221 |

## Sehenswürdigkeiten
- Kirche Saint-Martin
- Alter Bahnhof von Terssac